# Nikos Anadiotis
Nikolaos (Nikos) Anadiotis, gr. Νικόλαος (Νίκος) Αναδιώτης (ur. 10 lutego 1983 w Atenach) – grecki polityk, model i prezenter telewizyjny, poseł do Parlamentu Europejskiego X kadencji.

## Życiorys
Absolwent wydziału nauk o kulturze fizycznej Uniwersytetu Narodowego im. Kapodistriasa w Atenach. Kształcił się także w zakresie fizjoterapii w Patras. Pracował jako model, występował w różnych serialach. Był prezenterem telewizyjnym, współprowadził programy rozrywkowe. Wstąpił w jednej z edycji programu Dancing with the Stars. Zajmował się też treningami personalnymi, w 2019 otworzył własną restaurację w centrum Aten.
Angażował się w organizację wieców przeciwko legalizacji w Grecji małżeństw osób tej samej płci. Sam homoseksualizm określał mianem grzechu. W wyborach w 2024 z ramienia prawicowej partii Niki uzyskał mandat deputowanego do Europarlamentu X kadencji.